# Власьевский, Лев Филиппович
Лев Фили́ппович Власьевский (19 января 1884, Чиндант 1-й, Читинская область — 30 августа 1946, Москва) — русский военачальник периода Гражданской войны, политический деятель эмиграции. Поручик русской армии, генерал-лейтенант Белой армии.

## Биография
Родился в станице Чиндант 1-й.
Окончил 2-ю Тифлисскую гимназию. Участник Первой мировой войны, на военной службе с января 1915. Зачислен в школу прапорщиков (29.05.1915). Первую мировую войну закончил в чине поручика.
В годы Гражданской войны служил у атамана Г. М. Семенова начальником личной канцелярии. Затем начальник казачьего отдела штаба Дальневосточной армии.
Жил в эмиграции в Китае. С 1941 г. — советник русского отдела Общества Согласия (Кио-Ва-Кай) в Маньчжоу-го. В 1944—1945 годах — начальник Бюро по делам российских эмигрантов.
В 1945 году захвачен советской контрразведкой «Смерш». Осужден вместе с атаманом Г. М. Семеновым, К. В. Родзаевским и др. Расстрелян.

### Пересмотр дела
26 марта 1998 года Военная коллегия Верховного Суда РФ пересматривала уголовное дело в отношении всех подсудимых (за исключением Семёнова), в том числе и Власьевского. По статье 58-10 ч. 2 (антисоветская агитация и пропаганда) УК РСФСР дело в отношении всех подсудимых было прекращено за отсутствием состава преступления, в остальной части приговор оставлен в силе, а подсудимые признаны не подлежащими реабилитации.